# القصر الرئاسي (النيجر)
القصر الرئاسي هو المكان الرسمي لإقامة رئيس جمهورية النيجر. يقع في نيامي، عاصمة البلاد، على ضفاف نهر النيجر.
في 26 يوليو 2023، تعرض الرئيس محمد بازوم لانقلاب، حيث أُحتجز داخل القصر من قبل جنود الحرس الرئاسي.